# Monster Magnet
Monster Magnet — американская стоунер-рок-группа из Рэд Банка, Нью-Джерси. Группа, проделала длинный путь, чтобы добиться признания, и получила его лишь в конце 1990-х, когда лучшие времена стоунера были уже позади. Группа сменила много названий: Dog of Mystery, Airport 75, Triple Bad Acid, King Fuzz, и только потом пришла к варианту Monster Magnet.

## История группы

### 1989—1995
В первом составе Monster Magnet собрались земляки основателя группы Дэйва Вайндорфа: вокалист Тим Кронин, гитарист Джон Макбеин, басист Джо Калландра и барабанщик Джон Клейман. В 1989 команда записала две кассеты: Forget About Life, I’m High on Dope и I’m Stoned, What Ya Gonna Do About It?. Первым официальным релизом группы стал сингл Lizard Johnny/Freakshop USA выпущенный Circuit Records в Лонг-Айленде. Продвижение в большой шоу-бизнес новосозданная группа начала с издания дебютного ЕР Monster Magnet, который включал шесть треков и был опубликован на германском рекорд-лейбле Glitterhouse Records. Хотя в период репетиций солировал в группе Кронин, когда дело дошло до записи, все вокальные партии записал Вайндорф. В мини-альбом были включены песни «Snake Dance» и «Nod Scene», что позже появились в Spine of God, и «Tractor», которая была переиздана для Powertrip.

В 1990 группа подписала контракт с Caroline Records, после чего выпустила песню «Murder/Tractor». Вскоре Monster Magnet покинул вокалист Тим Кронин. В 1991 ребята выпустили свой первый альбом Spine of God. Альбом являлся типичным воплощением стоунера, и расположился на 28-м месте в «Top 50 of All Time» Heavy Planet Архивная копия от 13 января 2013 на Wayback Machine. Альбом включает песню «Medicine» (которая будет выпущена через 10 лет в God Says No), что является первым музыкальным клипом группы. Один из рецензентов назвал Spine of God" метал-альбомом для тех, кто ненавидит метал-альбомы. 
Гениальность Monster Magnet в том, что их музыка адресована как раз тем людям, на которых и направлено их сатирическое жало, — пишет критик. — От этого веселья сносит башку даже без всяких таблеток. Темы секса, наркотиков, зла так забавно перевернуты вверх тормашками, что перед полученной бессмыслицей совершенно невозможно устоять.
Особенно интересные инструментальные рок-джемы, воссоздающие образ межпланетных полетов, были объединены в мини-альбоме Tab…25, что был записан перед, а выпущен после Spine of God. Этот последний релиз с Caroline Records — кульминация экспериментов Monster Magnet с психоделией и спейс-роком.
Тур вместе с входящими в моду Soundgarden привлёк к команде внимание боссов мэйджора A&M Records. Когда до подписания контракта оставались считанные дни, Вайндорф серьёзно повздорил с гитаристом Макбейном, на место которого пришёл гитарист Эд Манделл из Atomic Bitchwax. Несмотря на смену состава, сделанную в последнюю минуту, новый альбом Superjudge 1993 года стал отличным дебютом на лейбле-мэйджоре. На этой достаточно сильной записи группа отдала предпочтение более четким, мускулистым гитарным риффам. К сожалению, имидж ретро-рокеров к середине 90-х казался уже совсем устаревшим и немодным: во времена гранжевского альтернативного бума, ретро-рок никого не интересовал. Как следствие, LP «Superjudge» продавался довольно вяло. Две песни «Twin Earth» и «Face Down» были выпущены как синглы (сопровождаемые видео), но и это не помогло сделать альбом более коммерческим.

### 1995—2003
Испытывая огромное давление со стороны звукозаписывающих боссов, требовавших более ощутимой материальной отдачи, в 1995 году музыканты записали Dopes To Infinity, в котором доминировал спейс-рок. Альбом включал рок-хит «Negasonic Teenage Warhead», который поднялся в Тор 20 рок-чарта и выиграл за счёт музыкально видео, которое стали регулярно крутить на MTV. Dopes to Infinity стал первым релизом в биографии Monster Magnet, который засветился в американском рейтинге Heatseekers под #22. Ожидания лейбла стали оправдываться, но группа ожидала большего успеха. В промотуре в поддержку альбома разогревающие команды сменяли одна другую, одной из самых интересных была группа C.O.C. Несмотря на довольно успешный тур и все усилия по раскрутке, особой популярностью диск не пользовался, лишь незначительно превзойдя своего предшественника.

Устав от студийной работы и особенно от интенсивных гастролей, Дэйв Вайндорф взял тайм-аут и уехал в Лас-Вегас, чтобы в одиночестве подумать над новым материалом. 
У меня был выбор — Лас-Вегас или Сайгон, — рассказывал Дэйв, — но Вегас дешевле. Это воплощение несбывшейся американской мечты. Это одно из самых фантастических и в то же время очень реальных мест на земле.
Состояние его было не из лучших, «как будто я вернулся с войны», говорит музыкант. Полгода он только и мог, что ездить на мотоцикле, читать старые комиксы и кормить белок. Когда пришло вдохновение, он писал, что называется, запоем — по песне в день. В итоге выпущенный в 1998 году новый лонг-плей Powertrip совершил настоящий прорыв, выведя карьеру Monster Magnet на новый виток. Это был самый «чистопородный» хард-роковый альбом группы за всю их карьеру. И самый успешный в коммерческом смысле. Он возглавил рейтинг Heatseekers и отметился в первой сотне хитов Billboard на 97-м месте. В материале Powertrip отразились многие пороки современного мира — алчность, разврат, жестокость. При этом, как отмечает Вайндорф, он попытался вернуть в музыку такую почти забытую вещь, как шутка. Первый сингл «Space Lord» начал победное шествие в радиоэфире летом 98 года, за ним последовали «Powertrip», «Temple of Your Dreams» и «See You In Hell», что, безусловно, подталкивало Powertrip к полумиллионному тиражу. В общем, альбом стал прорывным, и впервые за всю карьеру Monster Magnet заработал звание «золотой записи».
С новым ритм-гитаристом Филом Кайвано (Phil Caivano) Monster Magnet отправились в самый масштабный в своей карьере гастрольный тур, который продолжался два года. Они выступали и как хэдлайнеры, и на разогреве у других групп — Aerosmith, Rob Zombie, Metallica, Megadeth. Среди самых интересных шоу — выступления на одной сцене с Мэрилином Мэнсоном. Передышкой после гастролей фронтмен воспользовался для весьма необычного (как для рокера) занятия: он прочитал курс лекций студентам Bowling Green University, с которыми поделился своими мыслями о состоянии современной культуры и её будущем.
В 2000 году команда записала трек «Silver Future» для саундтрека «Heavy Metal 2000» и завершили работу над своим пятым альбомом God Says No, который вышел в Европе в октябре. А их новый американский рекорд-лейбл Interscope без веских оснований тянул с релизом. Главной причиной, как логично предположить, была изменившаяся ситуация на музыкальном рынке: на фоне вездесущих бой-бэндов и смазливых поп-принцесс суровые длинноволосые рокеры с электрогитарами выглядели довольно нелепо. Альбом был издан в Штатах только через год. Два довольно интересных сингла, «Silver Future» и «Heads Explode», отметились в Тор 30 рейтинга мейнстрим-рока. Но драгоценный первый импульс был потерян, и успех релиза в Америке был довольно скромным. Это действительно был самый мягкий, поп-ориентированный альбом в их дискографии, в котором прозвучали даже синтезаторы и электронная драм-машина. Экспериментаторская смелость неугомонного Дэйва Вайндорфа на этот раз привела к сомнительным результатам. А вскоре после релиза группу покинули Джо Каландра и Джон Клеман. В списке Billboard God Says No расположился на 153-м месте.

### 2003 — настоящее время
В 2003 Monster Magnet выпустили Greatest Hits — двойной альбом, включающих их лучшие песни, раритеты, и музыкальные видео времён A&M. После этого группа подписала контракт с европейским лейблом SPV GmbH, и уже в начале 2004 года выпустила Monolithic Baby! в Европе, а затем и в США. Места покинувших участников заняли Джим Баглино и Михаэль Вайлдвуд (последнего после недолгого сотрудничества заменил основатель Love Among Freaks Боб Пантелла). Очередная глава «вайндорфианы» (как окрестила пресса стиль Monster Magnet) заслуживает всяческих похвал. Цитируя американского критика, 
Вайндорф не подает никаких признаков упадка, он все так же уверенно пилотирует Monster Magnet в космическом пространстве, нацеливаясь прямо на логово Сатаны, окруженный женщинами, наркотиками и погруженный в свою паранойю.
В марте 2005 Кайвано покинул группу из-за разногласий с Вайндорфом, которые последний описал как мирные. Продолжение Monolithic Baby! ожидалось в марте 2006, дабы европейский тур Monster Magnet совпал с переизданием Spine of God и Tab; так или иначе, планам не суждено было сбыться. 27 февраля 2006 года фронтмен получил передозировку выписываемых ему лекарств.
В 2007 было объявлено, что Monster Magnet выпускают новый альбом 4-Way Diablo, релиз которого откладывался на год из-за передозировки Вайндрофа. Позже была выпущена другая коллекция хитов — 20th Century Masters — The Millennium Collection: The Best of Monster Magnet. После выздоровления Вайндроф вернулся в рок-н-ролл сильным и сосредоточенным как никогда.
В 2008 перед европейский туром в Monster Magnet вернулся Кайвано.
24 ноября 2009 года стало известно, что группа подписала новой контракт с Napalm Records и собирается вернуться в студию в январе 2010, чтобы записать альбом для выпуска летом. Новый альбом Mastermind был выпущен в октябре 2010. Группа отправилась в масштабный тур в поддержку новой записи по Европе в августе, а потом и в ноябре — декабре 2010. В первый день тура, то есть 3 ноября, Эд Мандл покинул группу, а на время тура его заменил Гаррет Свенни.
Осенью 2011 Monster Magnet были в туре, а в начале 2012 ребята засели в студии, чтобы записать продолжение Mastermind.

## Жанры и стили
Значительно на Monster Magnet повлиял спейс-рок 70-х, в частности Hawkwind и Captain Beyond. Группа модернизирует развернутые медитативные джемы и ультратяжелые риффы Black Sabbath и Blue Cheer, используя помимо спейс-рока наработки гранжа и психоделии. На страницах музыкальных журналов можно найти самые разнообразные характеристики Монстров. Rolling Stone: «Декадентское джакузи психоделического рока»; Entertainment Weekly: «Чудовищно галлюциногенные… Мать для тех, кто жаждет максимальных психоделических перегрузок»; New York Times: «команда, расширяющая сознание». А вот как описывает творчество своей группы фронтмен Дэйв Вайндорф:
Это большой, крепкий шар из сумасшедших гимнов и мощного рока. Сама по себе музыка преувеличена и мускулиста. Будто классический рок сошёл с ума! Гигантские зацепки, гигантское звучание. Рокеры прямолинейные и напряжённые. Баллады уносящие и странные. Это гитарный рай.

## Дискография
Студийные альбомы
- 1991 — Spine of God
- 1993 — Superjudge
- 1995 — Dopes to Infinity
- 1998 — Powertrip
- 2000 — God Says No
- 2004 — Monolithic Baby!
- 2007 — 4-Way Diablo
- 2010 — Mastermind
- 2013 — Last Patrol
- 2014 — Milking the Stars: A Re-Imagining of Last Patrol
- 2018 — Mindfucker
- 2021 — A Better Dystopia

Мини-альбомы
- 1990 — Monster Magnet
- 1991 — Tab
- 2001 — Monster Magnet